# DEL (シンガーソングライター)
DEL（デル、12月31日 - ）は日本のシンガーソングライターである。早稲田大学卒業。2007年ビクターエンタテインメントよりメジャーデビュー。

## ディスコグラフィー

### シングル
1. 春日和（2007年4月18日）Prana,Inc

### アルバム
1. ひとひら（2007年8月8日）
  1. 春日和（ネット配信ドラマ「春日和」主題歌）
  2. 恋涼み（テレビ東京系アニメ「Over Drive」エンディングテーマ）
  3. 紅葉
  4. 想い出が聞こえる(instrumental)
  5. time
  6. 冬凪
  7. 雪の音色
  8. seasonally(instrumental)

1. DEL (2008年7月2日)
  1. 恋心
  2. YOU&I (2008さくらんぼテレビイメージソング)
  3. NAMIDA
  4. 螢
  5. Favorite Smile
  6. 熱帯夜
  7. anon～哀音～
  8. 不知夜の月
  9. 紅葉坂
  10. 友よ